# 沙弗斯克羅辛 (科羅拉多州)
沙弗斯克羅辛（英語：Shaffers Crossing）是位於美國科羅拉多州傑佛遜縣的一個非建制地區。該地的面積和人口皆未知。

## 地理
沙弗斯克羅辛的座標為39°28′43″N 105°22′06″W / 39.47861°N 105.36833°W，而該地的平均海拔高度為2222米（即7290英尺）。